# Марганцевые руды
Ма́рганцевые ру́ды — вид полезных ископаемых, природные минеральные образования, содержание марганца в которых достаточно для экономически выгодного извлечения этого металла или его соединений. К наиболее важным рудообразующим минералам относят: пиролюзит MnO2·Н2О (63,2% Mn), псиломелан mMnO·MnO2·nH2O (45—60% Mn), манганит MnO·Mn(OH)2 (62,5% Mn), вернадит MnO2·H2O (44—52% Mn), браунит Mn2O3 (69,5% Mn), гаусманит Mn3O4 (72% Mn), родохрозит MnCO3 (47,8% Mn), олигонит (Mn, Fe)CO3 (23—32% Mn), манганокальцит (Ca, Mn)CO3 (до 20—25% Mn), родонит (Mn, Ca)(Si3O9) (32—41% Mn), бустамит (Ca, Mn)(Si3O9) (12—20% Mn).

## Классификация

### Виды марганцевой руды
- Оксидные
- Карбонатные
- Оксидно-карбонатные

Основные промышленные руды — оксидные руды. Они представлены пиролюзитом, псиломеланом, криптомеланом, мангантом, гаусманитом, браунитом, голондитом, коронадитом, биксбитиитом, нсутитом, бернеситом, тодорокитом и т. д.

### Виды месторождений руды по генезису
1) Осадочные
a) осадочные
б) вулканогенно-осадочные
2) Вулканогенные
3) Метаморфизированные
4) Месторождения коры выветривания

## Происхождение (генезис)
Месторождения марганцевых руд есть на всех континентах.
В марганцевых рудах почти всегда присутствуют минералы железа. По генезису наибольшее значение имеют осадочные месторождения, представленные пластовыми и линзообразными залежами, сформировавшимися в древних морских или озёрных бассейнах (Никопольское месторождение на Украине и Чиатурское в Грузии, Полуночное (карбонатные марганцевые руды) на Урале; месторождения Марокко). Эти руды имеют наибольшее промышленное значение. Среди них различают следующие главные типы:
а) оксидные псиломелано-пиролюзитовые и манганитовые руды, образующиеся на небольшой глубине, в зоне максимального насыщения вод растворённым кислородом; содержание Mn по отдельным месторождениям 19—36%;
б) карбонатные, преимущественно родохрозитовые, олигонитовые, мангано-кальцитовые руды, формирующиеся на больших глубинах, в условиях недостатка кислорода в сопровождении сероводородного брожения; содержание Mn от 16 до 25%, отличаются от окисных руд повышенным содержанием фосфора.
Метаморфические месторождения образуются за счёт изменения осадочных месторождений в недрах Земли под действием высоких температур и давлений (Усинское в Западной Сибири, месторождения Атасуйского района в Центральном Казахстане); обычно представлены плотными разновидностями руд, в составе которых принимают участие безводные окислы (браунит, гаусманит) и силикаты марганца (родонит и другие); среди них развиты железо-марганцевые руды с содержанием Mn около 10%, включающие промышленные концентрации минералов Fe (магнетита, гематита и других).
Месторождения выветривания представлены мощными древними и современными корами выветривания с вторичной концентрацией в них марганца (месторождения Индии, Бразилии, Ганы, ЮАР); это рыхлые окисленные руды так называемых марганцевых шляп, сложенные пиролюзитом, псиломеланом и другими гидроокислами марганца и железа.
что не является правильным.
Железомарганцевые конкреции
На дне современных океанов находятся скопления железо-марганцевых конкреций, составляющие крупные ресурсы марганцевых руд. В минеральном составе конкреций доминируют гидроксиды марганца (тодорокит, бернессит, бузерит, асболан) и железа (вернадит, гематит), с ними связаны все представляющие экономический интерес металлы. Химический состав океанских конкреций крайне разнообразен: в тех или иных количествах присутствуют практически все элементы периодической системы Менделеева.
Начальные сведения о рудных образованиях на дне океана были получены в ходе проведения первой в истории мировой науки комплексной океанологической экспедиции на английском судне «Челленджер», продолжавшейся почти четыре года (1872—1876). 18 февраля 1873 г. при проведении драгировки в 160 милях к юго-западу от Канарских островов со дна были подняты черные округлые желваки — железомарганцевые конкреции, содержащие, как показали уже первые анализы, значительное количество марганца, никеля, меди и кобальта. Правда, несколько ранее, в 1868 г., во время экспедиции Н. Норденшельда на шведском судне «София», похожие конкреции были подняты со дна Карского моря, но эта находка осталась практически незамеченной.
Большие залежи марганца (230 млн т.), а также железа, никеля, кобальта и ряда редкоземельных металлов,  были обнаружены в железо-марганцевых конкрециях недалеко от Японии. Эти залежи расположены на площади около 10 тыс м² и содержат, помимо марганца, около 610 тыс т. кобальта и 740 тыс т. никеля.

## Распространение
| Дислокация | Основной вид месторождений | Промзапасы, % | Добыча, тыс. т | Содержания Mn |
| ---------- | -------------------------- | ------------- | -------------- | ------------- |
| ЮАР        | Вулканогенно-осадочный     | 19,9          | 6 200          | 38-50%        |
| Австралия  | Кора выветривания          | 3,5           | 3 000          | 30-50%        |
| Китай      |                            | 2,8           | 2 900          |               |
| Габон      | Кора выветривания          | 4,7           | 1 800          | 30-50%        |
| Бразилия   | Кора выветривания          |               | 1 000          | 10-20%        |
| Украина    | Осадочный                  | 42,2          | 720            | 8-34%         |
| Индия      | Метаморфизированный        |               | 640            | 10-20%        |
| Гана       |                            |               | 559            |               |
| Казахстан  | Вулканогенно-осадочный     | 7,3           | 183            |               |
| Мексика    |                            |               | 136            |               |

Мировые запасы марганцевых руд представлены на 90% оксидными (38%) и оксидно-карбонатными (52%) рудами.
В ЮАР около 95% запасов сосредоточено в уникальной марганцево-железорудной зоне Куруман, Наиболее крупные месторождения Маматван (среднее содержание марганца 38%), Весселс (47%), Миддельплаатц (36%)
В Китае запасы марганца представлены мелкими, но многочисленными залежами оксидных руд. Среднее содержание в рудах 20-40%. В стране постоянно проводятся поиски и разведка новых месторождений марганца с целью ослабить зависимость страны от импорта высококачественных руд.
В Казахстане более 90% находится в Центрально-Казахстанском районе, в месторождениях Каражал и Ушкатын. Запасы около 85 млн.т (среднее содержание марганца 22%).
Месторождения Украины находятся в Южно-Украинском марганцеворудном бассейне. Это месторождения Никопольской группы и Большетокмакское, содержащие 33 и 67% подтвержденных запасов Украины. Украина обладает также и одним из самых мощных в Европе комплексов по переработке руды и производству марганцевых ферросплавов, включающим Никопольский, Запорожский и Стахановский заводы.
В Грузии основной сырьевой базой является Чиатурское месторождение. Оксидные руды составляют 28% (среднее содержание марганца 26%) подтвержденных запасов, карбонатные (среднее содержание марганца 18%-72%).
В России марганец является остродефицитным сырьем, имеющим стратегическое значение.
Кроме указанных Усинского и Полуночного месторождений также известны Южно-Хинганские Малого Хингана в Еврейской области, Порожинское на Енисейском Кряже, Рогачево-Тайнинская площадь (260 млн т. карбонатных руд, с содержанием 8-15%) и недоизученное Северо-Тайнинское рудное поле (5 млн т. окисных руд, с содержанием 16-24%) на Новой Земле. 
Большие запасы марганца обнаружены в Томторском месторождении в Якутии.
В июне 2024 года ЕС ввёл запрет на импорт марганцевой руды в РФ в рамках 14-го пакета санкций.

## Добыча и переработка руд
Добыча марганцевой руды осуществляется преимущественно открытым путём с использованием высокопродуктивных экскаваторов. Обогащение — гравитационным, гравитационно-магнитными методами и флотацией. Полученные концентраты марганцевой руды распределяют по сортам в зависимости от содержания марганца, высшие сорта содержат 45-49%. Общая мировая добыча — 20-25 млн т в год (на 1990 г.), а запасы — 15 млрд т (на 1998 г.).

## Использование
Марганцевые руды делят на химические и металлургические. Первые содержат не менее 80% MnO2. Их используют в гальванических элементах, в производстве стекла, керамики, минеральных красителей, «марганцовки» (KMnO4). Руды, содержащие менее 80% пиролюзита, называются металлургическими и используются в чёрной металлургии. Марганец в виде сплавов с железом (ферромарганец) и кремнием
(силикомарганец) идет на производство рельсовой и конструкционной стали, им легируют сплавы на основе алюминия, магния и меди.